# Osiedle Bohaterów Września
Osiedle Bohaterów Września – osiedle w Krakowie wchodzące w skład dzielnicy XV Mistrzejowice, niestanowiące jednostki pomocniczej niższego rzędu w ramach dzielnicy.

## Historia
Osiedle Bohaterów Września stanowi część założenia architektoniczno-urbanistycznego Mistrzejowic, które w zamierzeniu miało stanowić rozbudowę ówczesnej dzielnicy Nowa Huta. Tereny te zostały przyłączone do Krakowa w większości w 1951 roku. Zespół Mistrzejowic powstał na drodze konkursu architektonicznego, rozstrzygniętego w 1963 roku. Zwyciężył projekt przygotowany przez zespół profesora Witolda Cęckiewicza, z którym współpracowali Maria Czerwińska – autorka szczegółowych projektów urbanistycznych, Jerzy Gardulski i Maria Rekaszys. Projekty poszczególnych budynków opracowali Maria i Jerzy Chronowscy, z którymi współpracowali Tadeusz Bagiński, Stefan Golonka, Ewa Podolak i Olgierd Krajewski. Całe założenie było projektowane dla ok. 40 tys. mieszkańców. Zespół urbanistyczny Mistrzejowic powstawał niejako w odpowiedzi na krytykę projektu realizowanych wówczas już od jakiegoś czasu Bieńczyc Nowych, które charakteryzowały się dominującymi w pejzażu dzielnicy, podłużnymi, dziesięciopiętrowymi wieżowcami, a przez to monumentalną skalą i koszarową kompozycją zabudowy. Projekt dla Mistrzejowic zakładał mniejszą skalę zabudowy, która miała wpisywać się w naturalne, pagórkowate ukształtowanie terenu, gdzie wysokość terenu rośnie w kierunku północnym. Podstawę koncepcji urbanistycznej założenia miała stanowić metafora drzewa, gdzie z jednego pnia, czyli głównej, szerokiej ulicy Srebrnych Orłów, wyrastają dwie główne gałęzie, czyli ulice ks. Jancarza oraz Piasta Kołodzieja – wzdłuż tych ulic poprowadzone zostały ciągi komunikacji tramwajowej w dzielnicy do pętli „Mistrzejowice” oraz „Os. Piastów”. Z kolei z tych ulic „gałęzi” wyrastają następne w formie już osiedlowych ulic wewnątrz rozplanowanych między głównymi ulicami czterech osobnych podzespołów mieszkaniowych, późniejszych osiedli. W dolnych częściach każdego z tych podzespołów rozplanowano tarasowo, równolegle do siebie ułożone, podłużne, czteropiętrowe bloki o południowej ekspozycji elewacji, które w koncepcji drzewa mają symbolizować liście. Powyżej zaplanowano mniejsze, pod kątem zajmowanego terenu, bloki: czteropiętrowe „puchatki” oraz dziesięcio- i jedenastopiętrowe m.in. „punktowce”, mające symbolizować owoce. Uzupełnieniem całości zespołu miały być pawilony handlowo-usługowe. Pierwotnie czterem podzespołom mieszkaniowym Mistrzejowic planowano nadać nazwy nawiązujące do czterech pór roku, czyli Osiedle Wiosenne, Letnie, Jesienne i Zimowe. Ostatecznie otrzymały one nazwy kolejno: Tysiąclecia, Złotego Wieku, Bohaterów Września i Piastów. Realizacja zespołu urbanistycznego Mistrzejowic odbyła się w latach 1968–1982.

## Usytuowanie i rozplanowanie
Osiedle Bohaterów Września wraz z sąsiednim Osiedlem Piastów należą do później powstałej części założenia Mistrzejowic, których realizacja przypadła na lata 1975–1982. Osiedle składa się w zabudowie pierwotnie zaplanowanej z dwudziestu pięciu czteropiętrowych, podłużnych bloków, ulokowanych w południowej i wschodniej części osiedla. Powyżej znajduje się zespół jedenastu czteropiętrowych, jednoklatkowych bloków tzw. „puchatków”. U samej góry, po północnej stronie osiedla zaplanowano zespół siedmiu jednoklatkowych, dziesięciopiętrowych „punktowców”. Obok nich rozlokowano jeszcze trzy cztero- i trzypiętrowe podłużne bloki ułożone w szeregu. Od czasu zakończenia budowy pierwotnie zaplanowanego osiedla, liczba budynków mieszkalnych wzrosła, z uwagi na rozbudowę, głównie po stronie południowej (od ulicy Srebrnych Orłów) i północnej.
Osiedle Bohaterów Września charakteryzuje się dużą ilością zieleni. Głównym założeniem parkowym dla osiedla są położone po jego zachodniej stronie Planty Mistrzejowickie, na których znajduje się m.in. amfiteatr oraz kilka placów zabaw i boisk.
Na osiedlu znajduje się abstrakcyjna, zgeometryzowana rzeźba „Oman I” o strukturze betonowej na metalowym stelażu. Na jej kompozycję składają się trzy moduły połączone w jednym ciągu, umieszczone na betonowej ławie. Rzeźba nieznanego autorstwa powstała w latach 70. XX wieku, w czasach budowy osiedla.
Główne ulice osiedla to: ul. Bitwy nad Bzurą, ul. Obrońców Warszawy oraz ul. Franciszka Kleeberga.
Osiedle graniczy z trzema innymi osiedlami: Kombatantów (od południa), Złotego Wieku (od zachodu) oraz Piastów (od wschodu).

## Infrastruktura
- Kościół pw. Matki Bożej Nieustającej Pomocy

Został wzniesiony w 1989 r. według projektu architekta Marcina Stępniewskiego-Janowskiego i prof. Zbigniewa Janowskiego. Jego główny ołtarz pochodzi z kościoła św. Wojciecha na Rynku Głównym. Z tyłu kościoła znajduje się rzeźbiona Droga Krzyżowa oraz rzeźba Matki Boskiej Nieustającej Pomocy.
- Szkoła podstawowa nr 144
- Przedszkole nr 144
- biblioteka publiczna
- Klub Mirage
- pawilon handlowo-usługowy
- pętla tramwajowa
- bank PKO BP SA
- bank Pekao SA

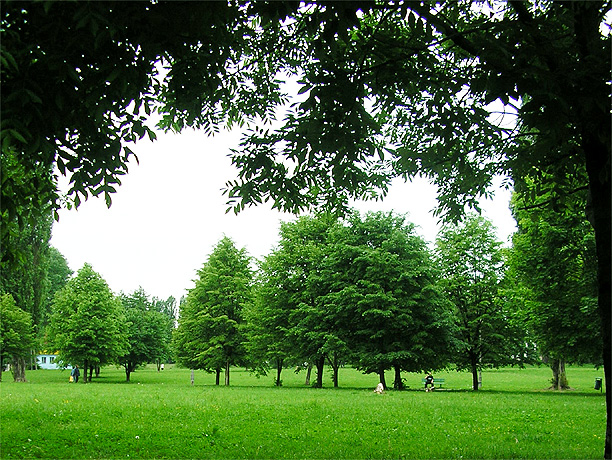
Planty Mistrzejowickie, graniczące z osiedlem (2006)
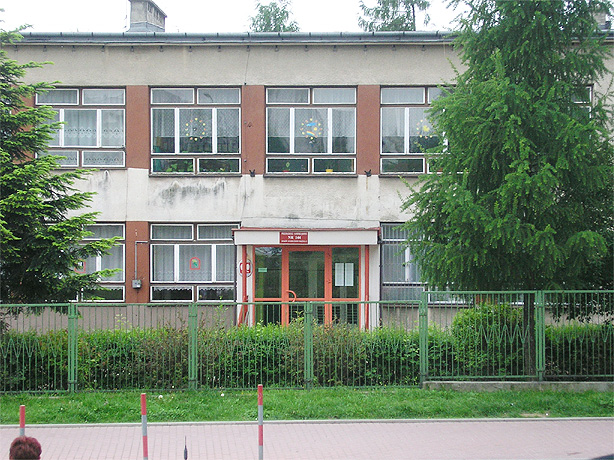
Przedszkole nr 144 (2006)
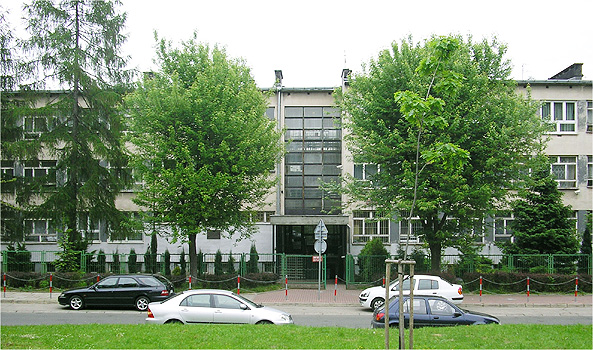
Szkoła Podstawowa nr 144 (2006)
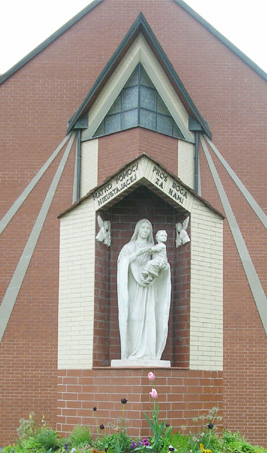
Rzeźba Matki Boskiej Nieustającej Pomocy (2006)
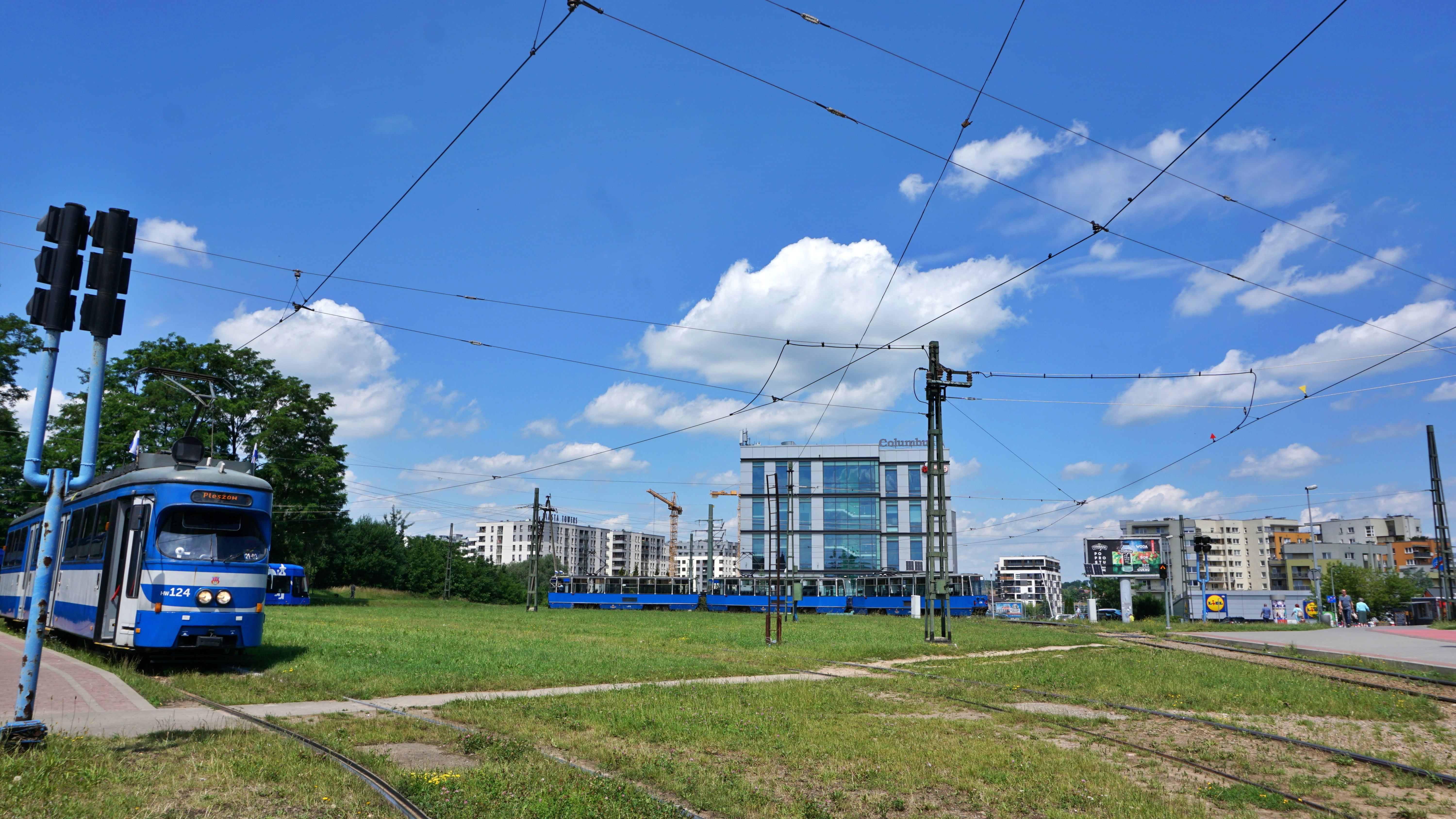
Pętla tramwajowa „Os. Piastów” znajdująca się na Osiedlu Bohaterów Września (2024)
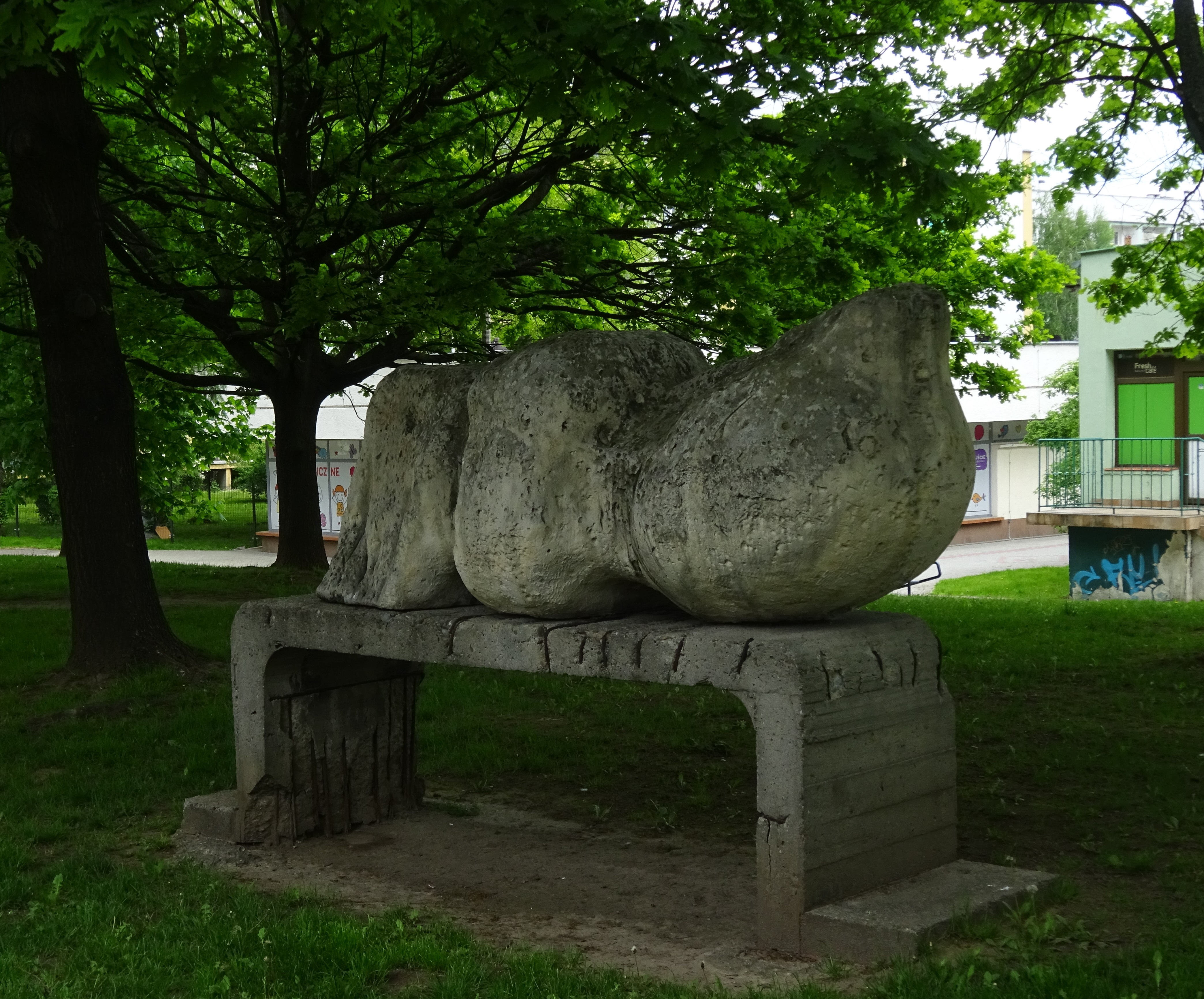
Rzeźba „Oman I” autor nieznany, lata 70. XX wieku (2019)
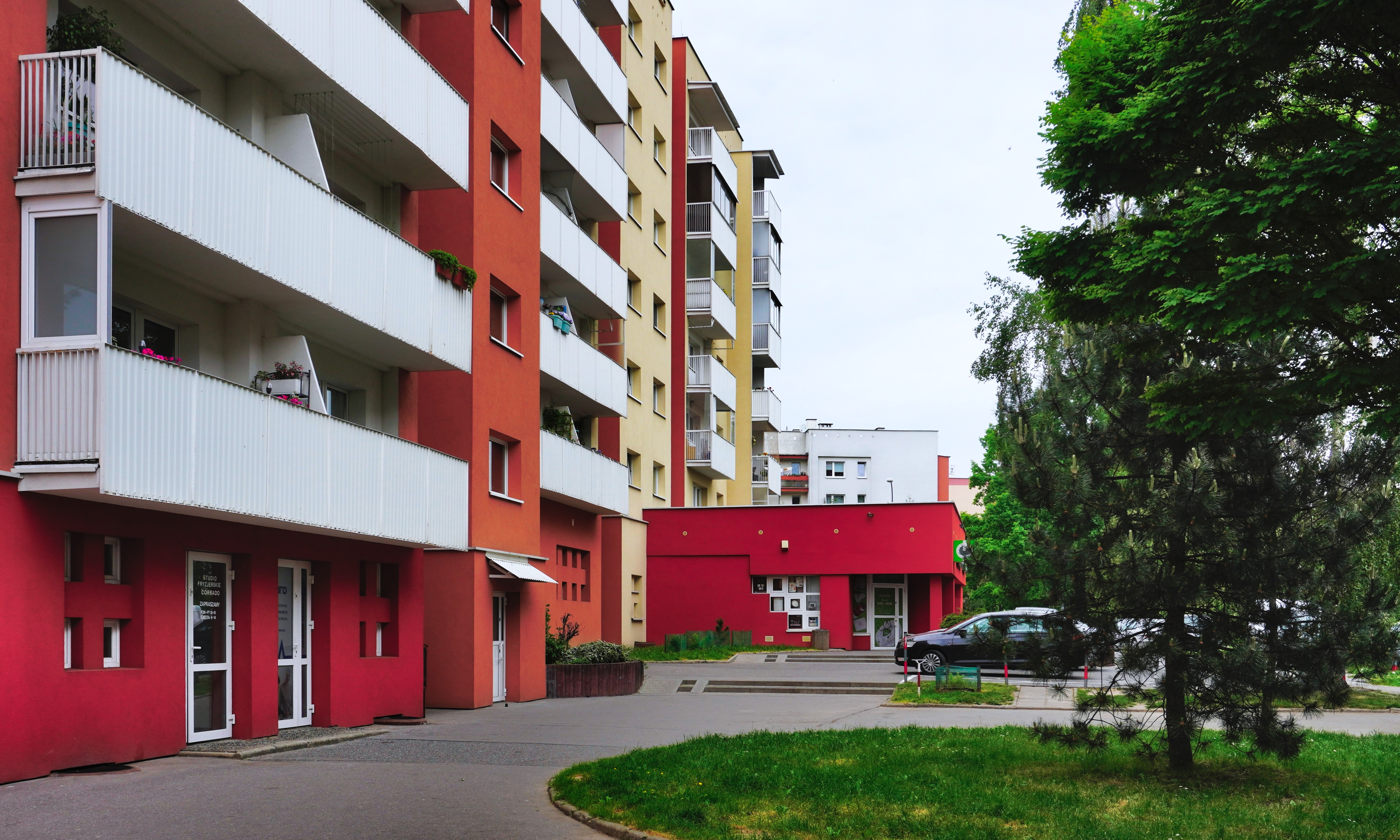
Wnętrze osiedla, os. Bohaterów Września 2 (2022)
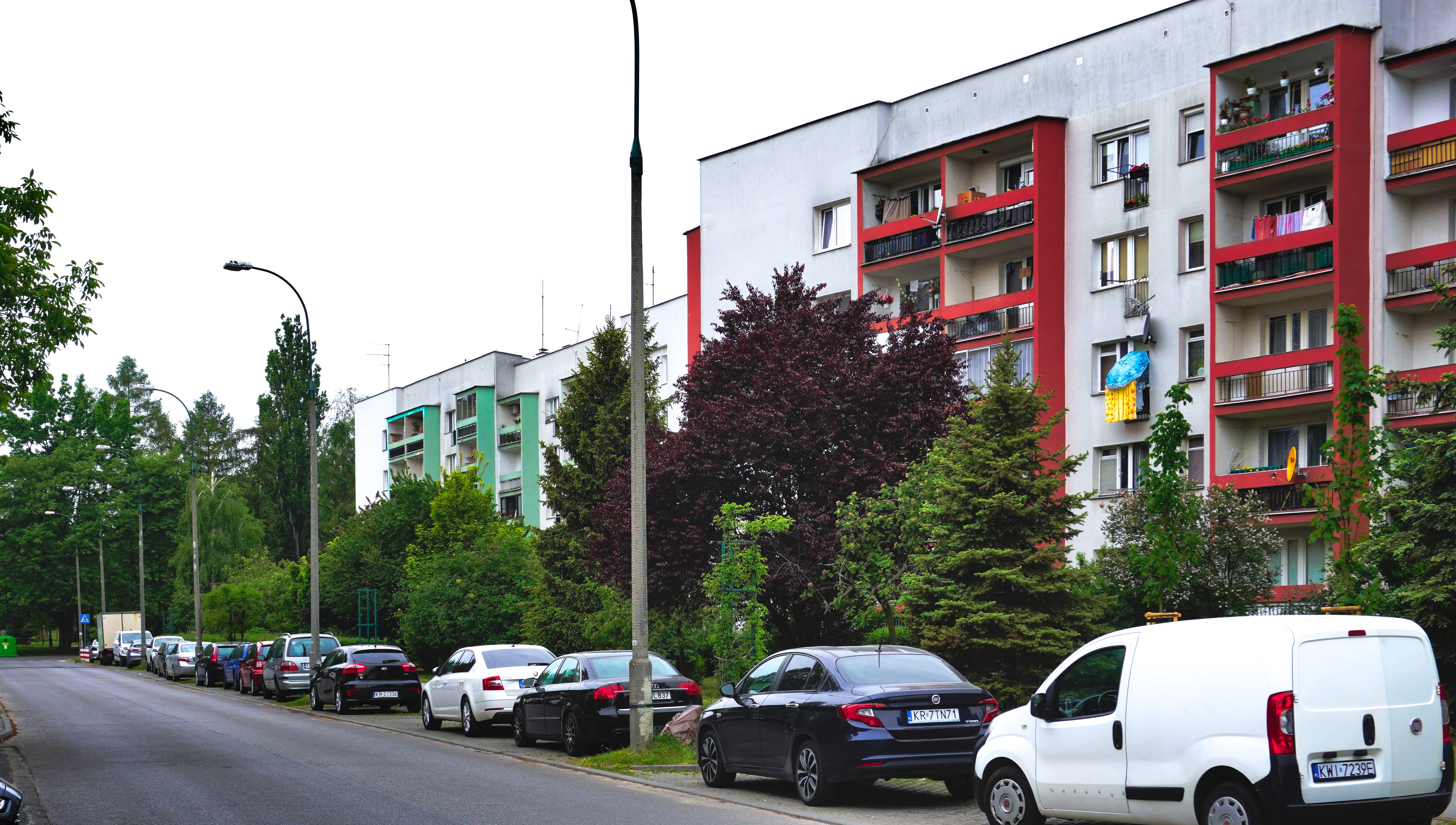
Widok od strony ul. Kleeberga, os. Bohaterów Września 5 i 6 (2022)
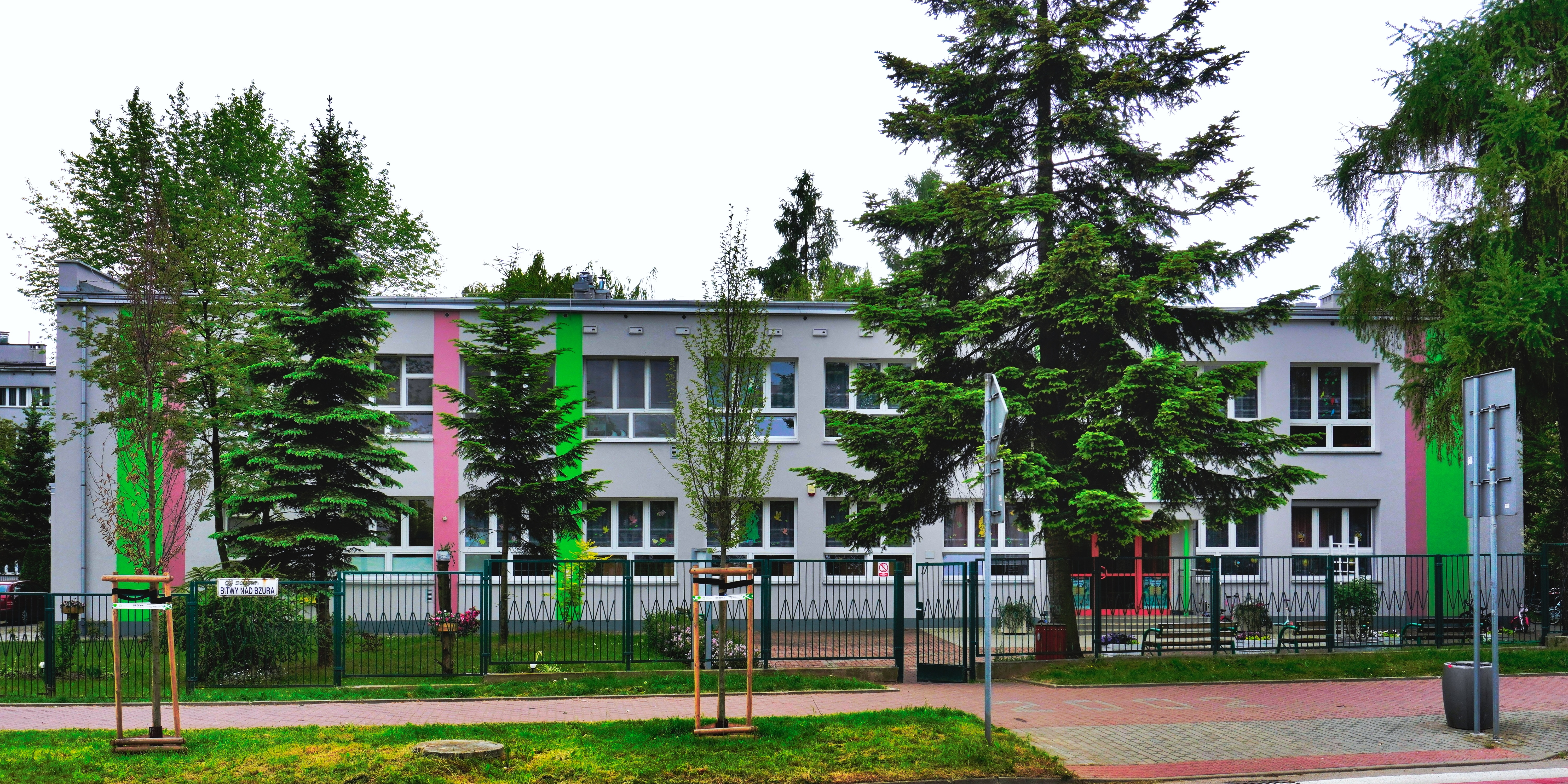
Przedszkole nr 144 (2022)
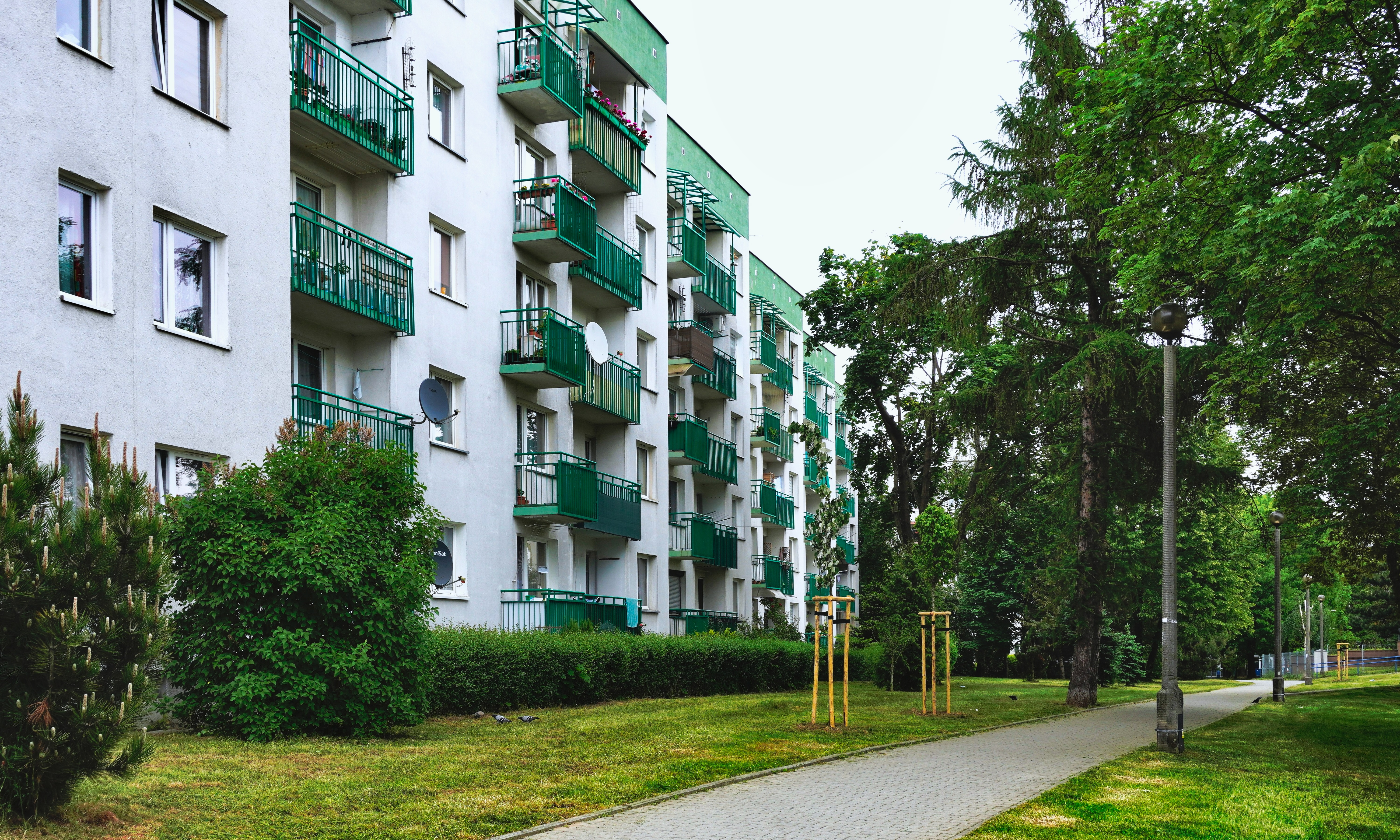
Wnętrze osiedla, os. Bohaterów Września 38 (2022)
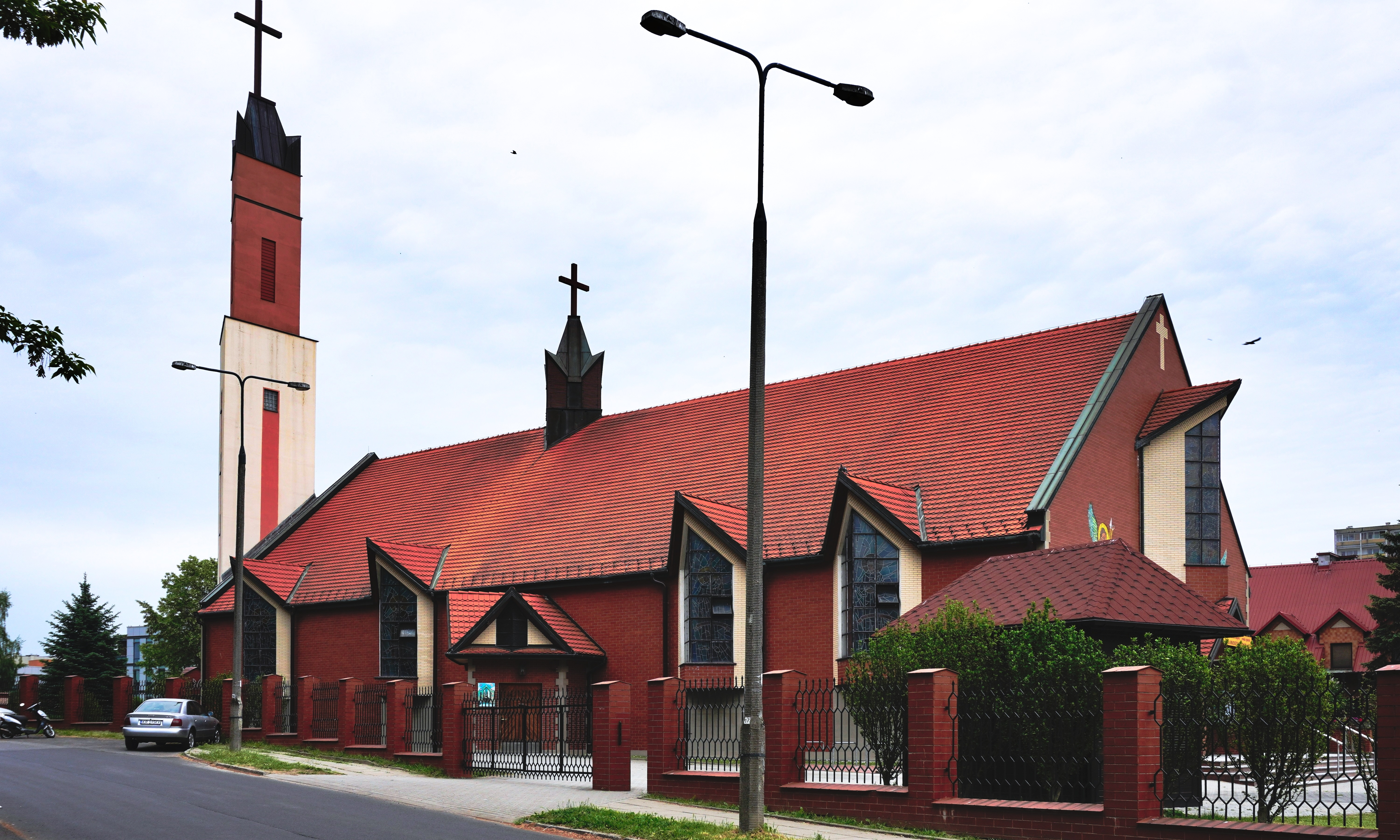
Kościół Matki Bożej Nieustającej Pomocy (2022)
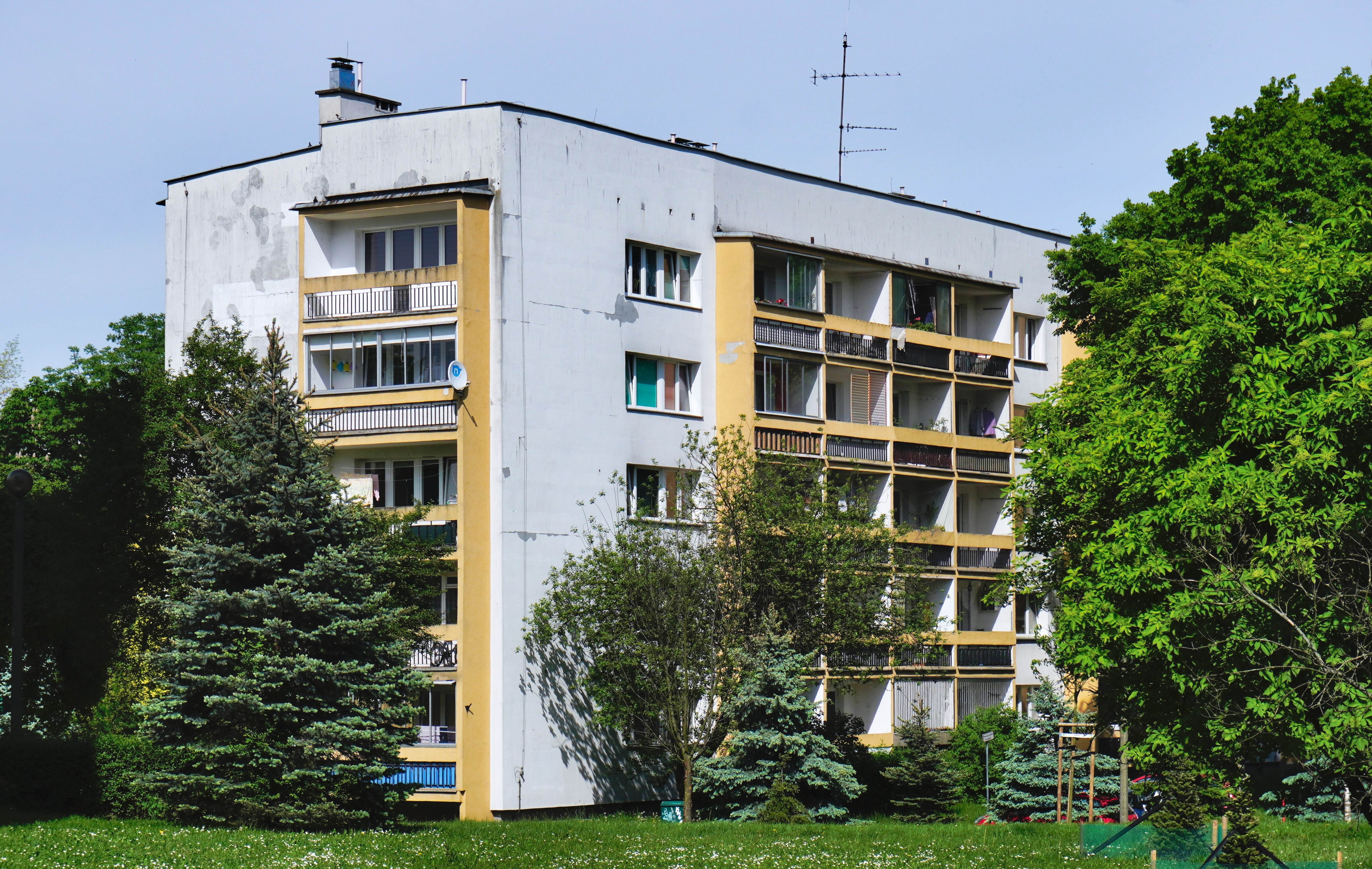
Wnętrze osiedla, os. Bohaterów Września 16 (2023)
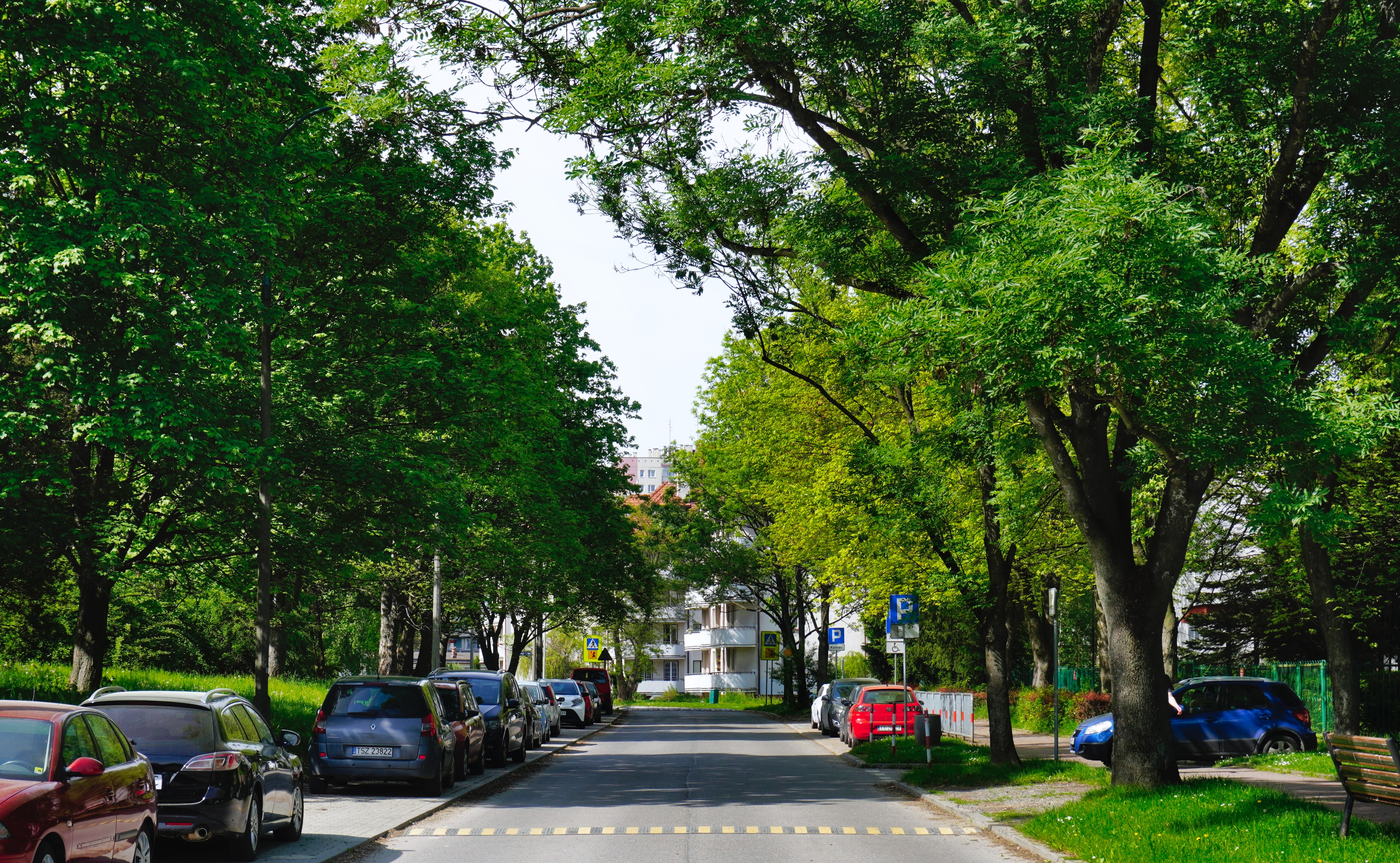
Ulica Obrońców Warszawy (2023)
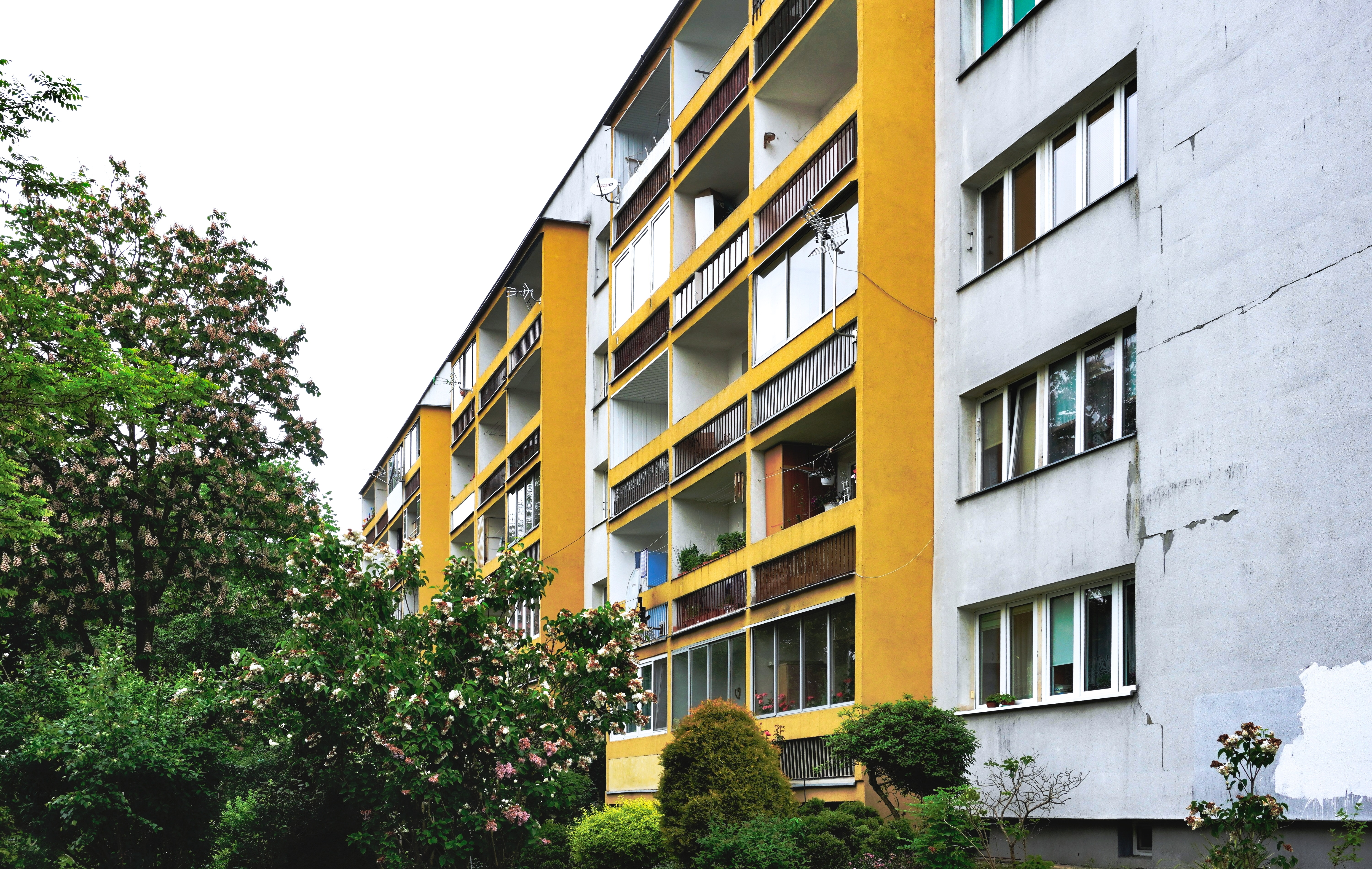
Wnętrze osiedla, os. Bohaterów Września 18 (2023)
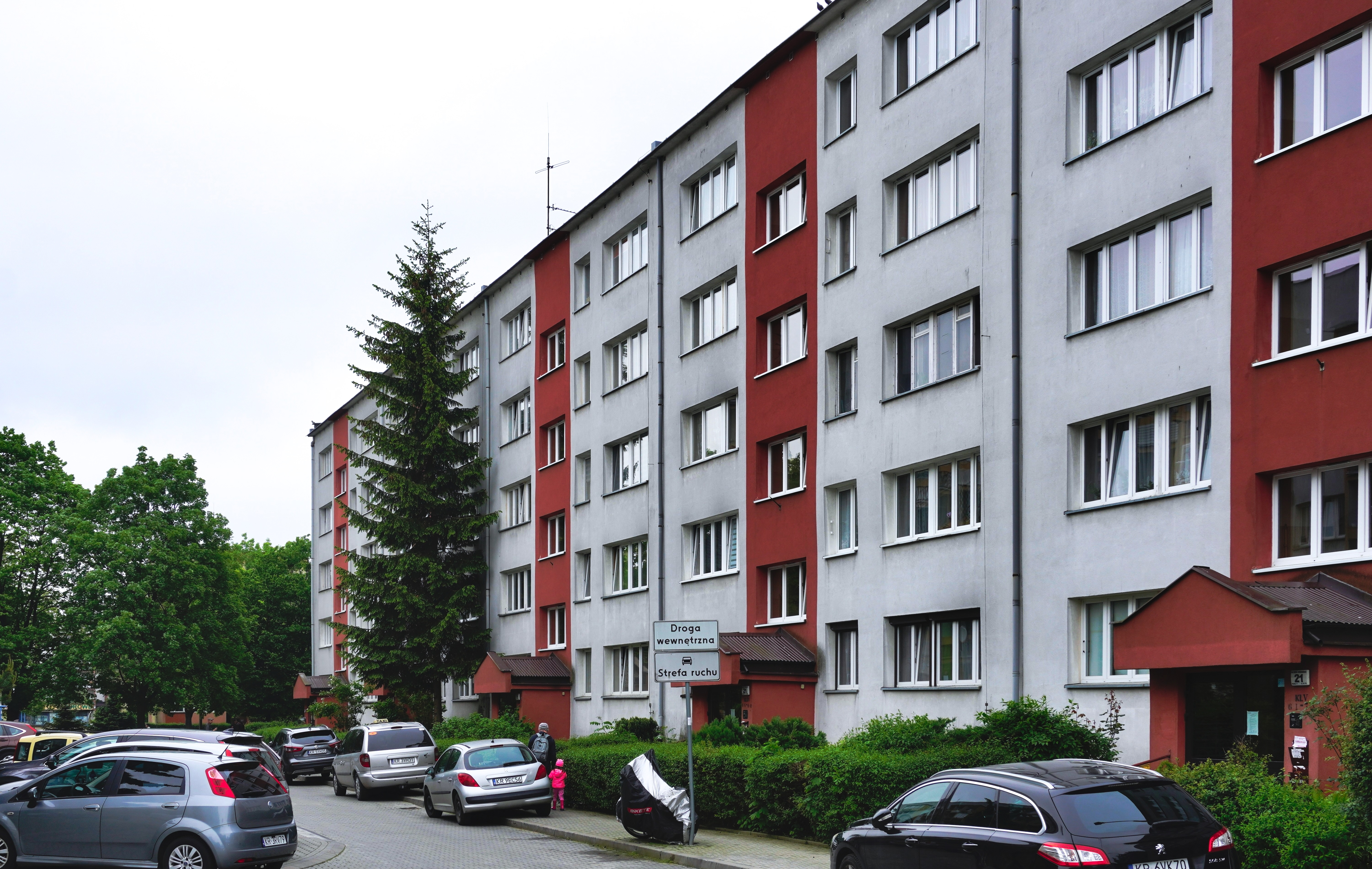
Wnętrze osiedla, os. Bohaterów Września 21 (2023)
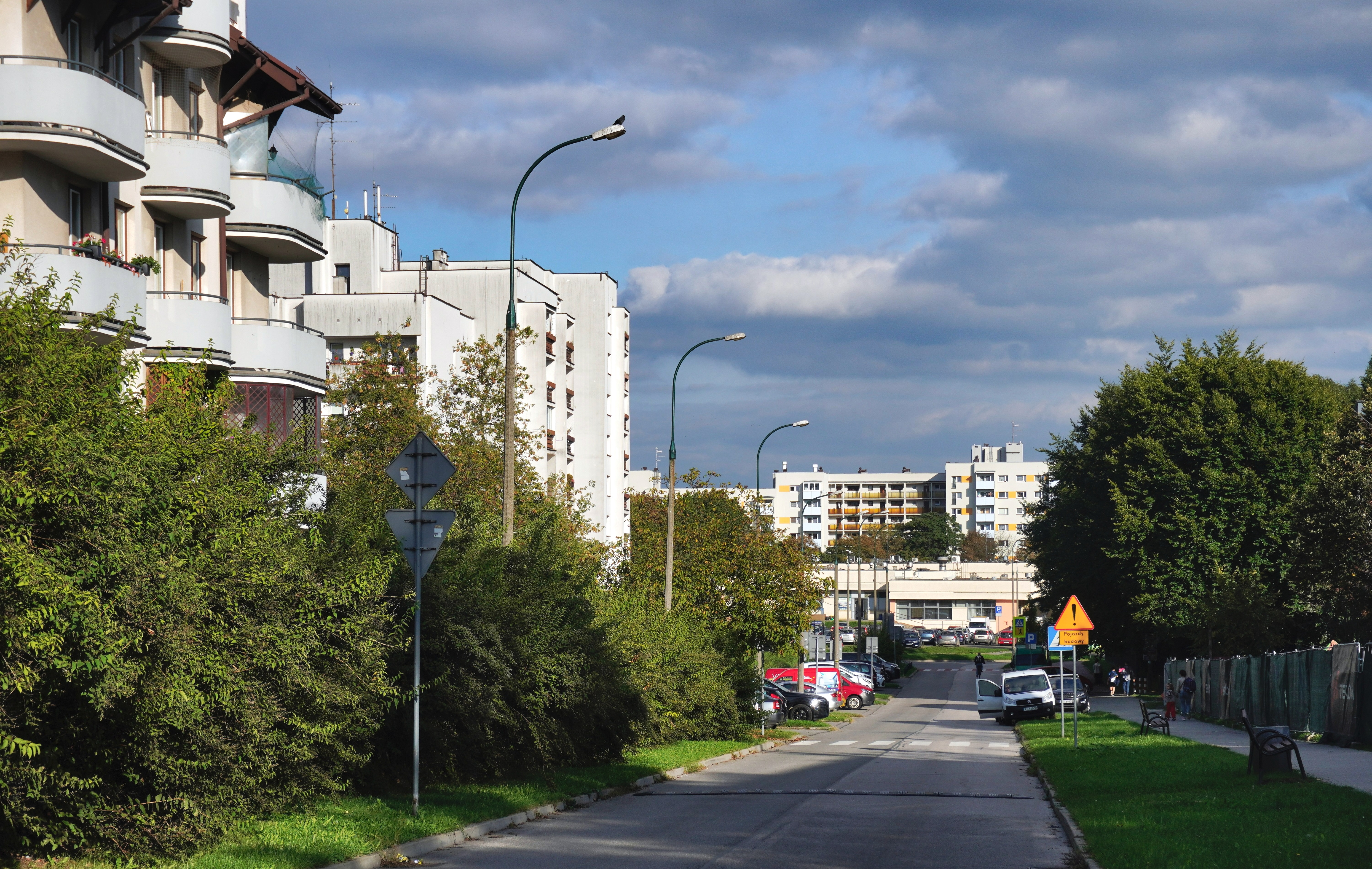
Ulica Bitwy nad Bzurą (2023)
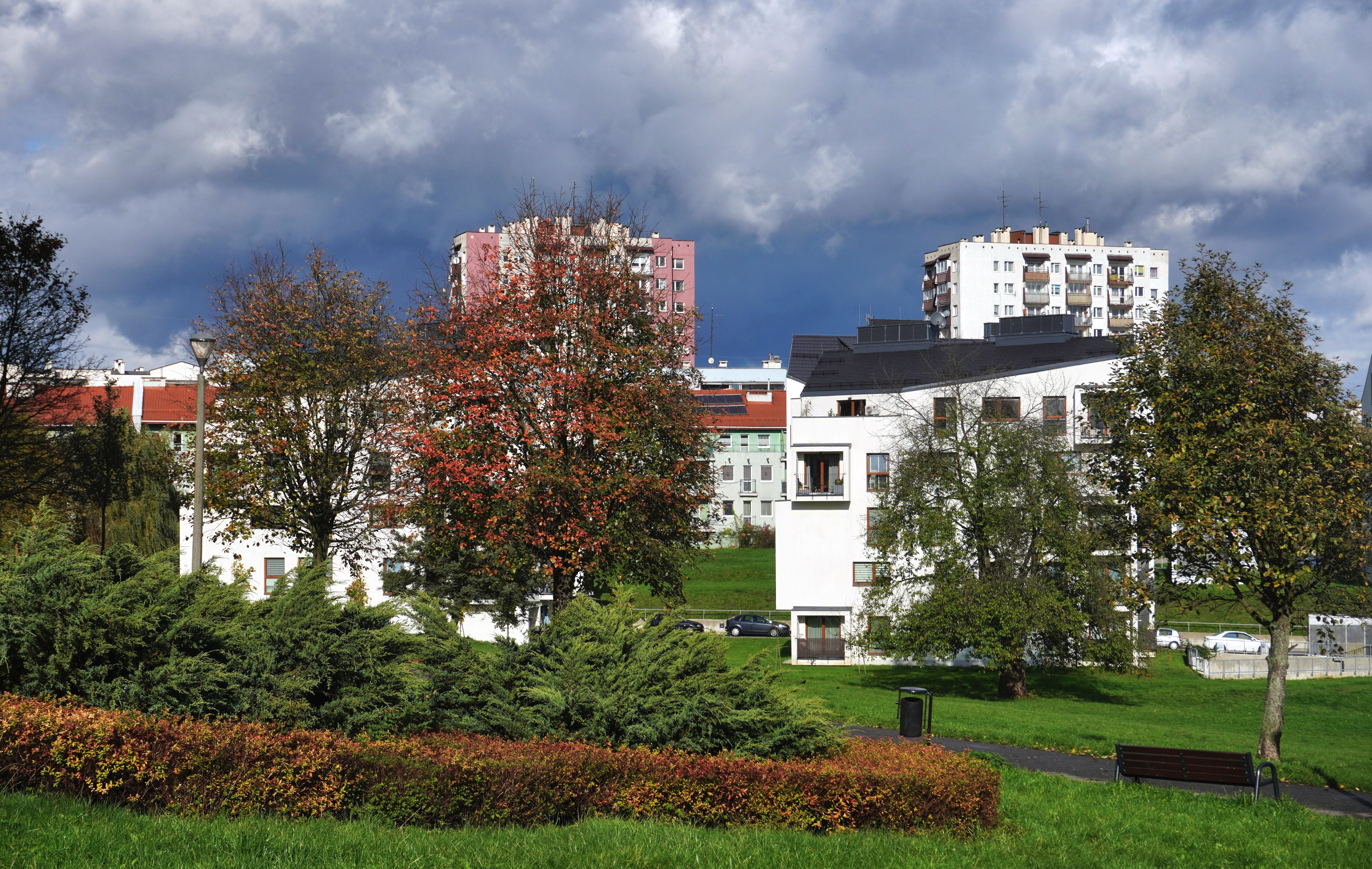
Widok od południowego zachodu, os. Bohaterów Września 79D, 61 i 60 (2023)
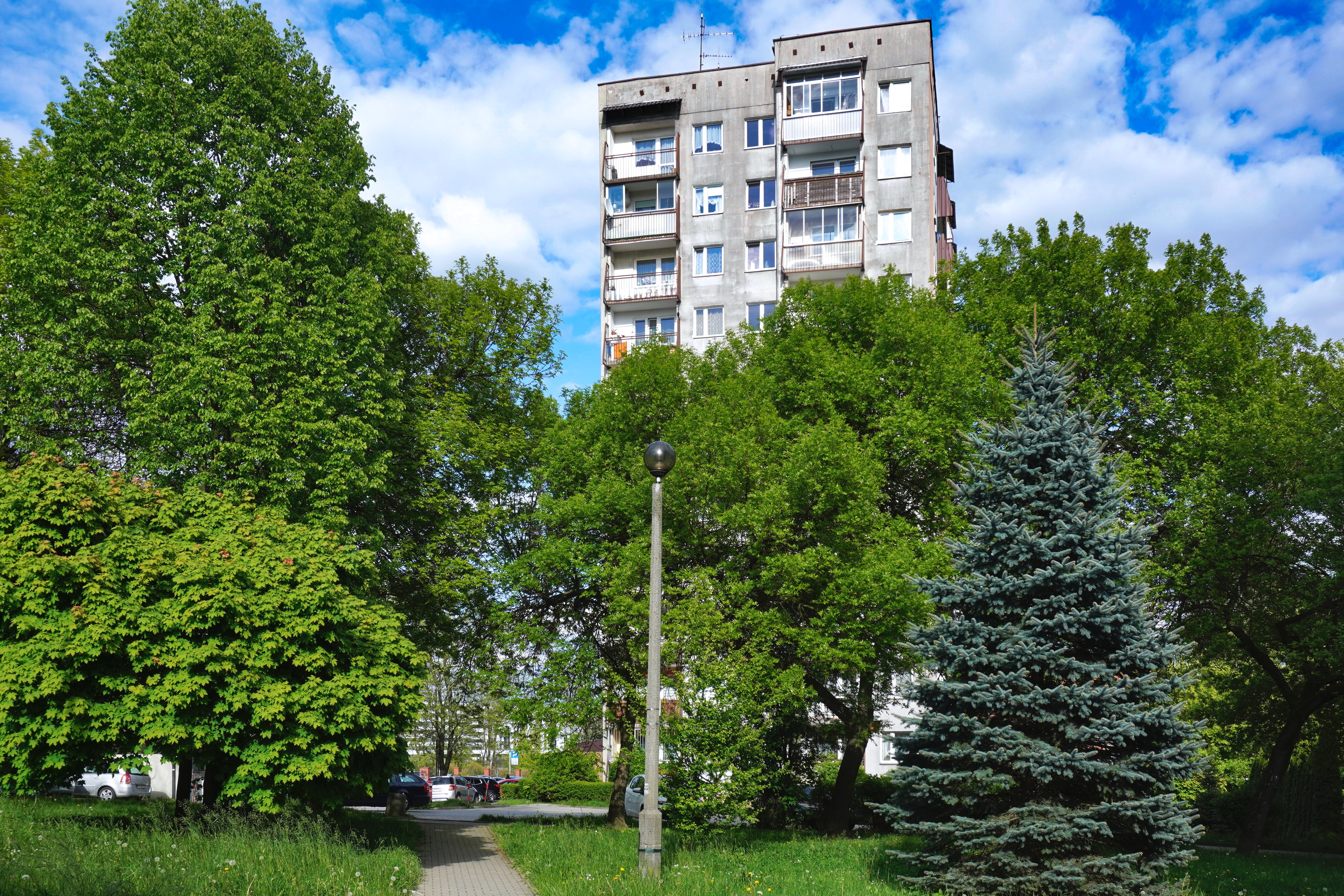
Wnętrze osiedla, os. Bohaterów Września 67 (2024)
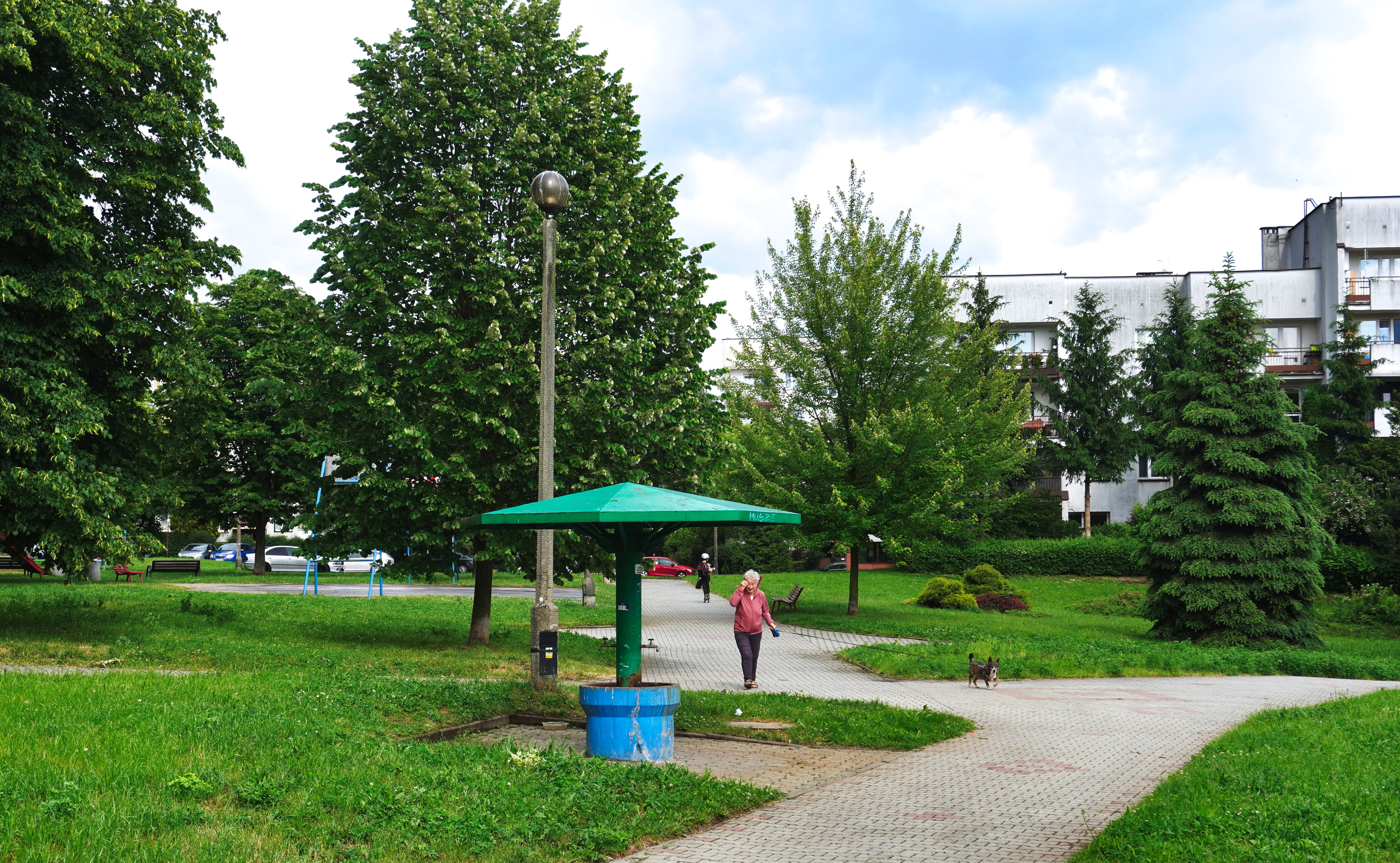
Wnętrze osiedla, studnia artezyjska, os. Bohaterów Września 39 (2024)

## Komunikacja
Komunikację z innymi częściami miasta zapewnia sieć tramwajowa i autobusowa – na osiedlu znajdują się pętla tramwajowa i pętla autobusowa „Osiedle Piastów”.